# Amar Dedić
Amar Dedić (* 18. August 2002 in Zell am See, Österreich) ist ein bosnischer Fußballspieler.

## Karriere

### Verein
Dedić begann seine Karriere beim LUV Graz. 2012 wechselte er in die Jugend des SK Sturm Graz. Im Oktober 2015 wechselte er in die Jugend des FC Red Bull Salzburg, bei dem er später auch sämtliche Altersstufen in der Akademie durchlaufen sollte.
Im August 2018 stand er gegen die Kapfenberger SV erstmals im Kader des Farmteams FC Liefering. Zur Saison 2019/20 rückte er fest in den Kader von diesem. Sein Debüt in der 2. Liga gab er schließlich im Juli 2019, als er am ersten Spieltag jener Saison gegen den SKU Amstetten in der Startelf stand.
Im August 2019 erhielt er einen bis Mai 2022 laufenden Profivertrag bei Salzburg. Zur Saison 2020/21 rückte er in den Kader der ersten Mannschaft. Im September 2020 spielte er gegen Schwarz-Weiß Bregenz im ÖFB-Cup erstmals für Red Bull Salzburg. Dies blieb allerdings sein einziger Saisoneinsatz, sonst kam er nur für Liefering zum Zug.
Zur Saison 2021/22 wechselte der Abwehrspieler leihweise innerhalb der Bundesliga zum Wolfsberger AC. Während der Leihe kam er in allen 32 Saisonspielen der Kärntner zum Einsatz und erzielte dabei zwei Tore. Zur Saison 2022/23 kehrte er wieder nach Salzburg zurück. Dort kam er in Folge zu 60 Bundesligaeinsätzen, mit dem Team wurde er 2023 Meister.
Im Februar 2025 verließ er Salzburg nach zehn Jahren und wechselte nach Frankreich zu Olympique Marseille. Für Marseille kam er zu zehn Einsätzen in der Ligue 1. Zur Saison 2025/26 wurde er per Rückkaufoption von Salzburg zurückgeholt und direkt nach Portugal an Benfica Lissabon weiterverkauft, wo er einen bis 2030 laufenden Vertrag erhielt.

### Nationalmannschaft
Der in Österreich geborene Dedić spielte im Juni 2018 gegen Albanien erstmals für die bosnische U-17-Auswahl. Für diese kam er insgesamt zwölfmal zum Einsatz. Zwischen September und November 2019 spielte er siebenmal im U-19-Team. Im März 2021 kam er erstmals für die U-21-Mannschaft zum Einsatz.
Im März 2022 gab der Außenverteidiger in einem Testspiel gegen Luxemburg sein Debüt im A-Nationalteam. Sein erstes Länderspieltor erzielte er im März 2023 zum Auftakt der EM-Qualifikation beim 3:0-Sieg gegen Island.

## Erfolge
- Österreichischer Meister: 2021, 2023
- Österreichischer Cupsieger: 2021